# Pristimantis vilcabambae
Pristimantis vilcabambae es una especie de anfibio anuro de la familia Craugastoridae.

## Distribución geográfica
Esta especie es endémica de la provincia de Satipo en la región de Junín en Perú. Se encuentra a unos 2050 m sobre el nivel del mar en la cordillera de Vilcabamba.

## Descripción
Los machos miden de 13 a 14 mm y las hembras 22 mm.

## Etimología
El nombre de la especie le fue dado en referencia al lugar de su descubrimiento, la Cordillera Vilcabamba.

## Publicación original
- Lehr, 2007: New eleutherodactyline frogs (Leptodactylidae: Pristimantis, Phrynopus) from Peru. Bulletin of the Museum of Comparative Zoology, vol. 159, n.º 2, p. 145-178[4]